# Фаджоло, Винченцо
Винченцо Фаджоло (итал. Vincenzo Fagiolo; 5 февраля 1918, Сеньи, королевство Италия — 22 сентября 2000, Рим, Италия) — итальянский куриальный кардинал. Архиепископ Кьети с 20 ноября 1971 по 15 июля 1984 года. Секретарь Конгрегации Религиозных и Светских Институтов с 8 апреля 1984 по 15 декабря 1990. Председатель Папской Комиссии по ревизии и аутентичному переводу Кодекса Канонического Права с 15 декабря 1990 по 19 декабря 1994. Председатель Дисциплинарной Комиссии Римской курии с 29 декабря 1990 по 14 февраля 1998. Кардинал-дьякон с титулярной диаконией Сан-Теодоро с 26 ноября 1994.
Праведник народов мира.